# 天主教凯尔采教区
天主教凱爾采教區 （拉丁語：Dioecesis Kielcensis）是波蘭一個羅馬天主教教區。教座位於凱爾采。屬克拉科夫總教區。
2011年，在當地812,530人口中，有教友775,748人，佔轄區總人口95.5%、303個堂區、720名司鐸、86名修士、336名修女。現任主教為卡齊米日·雷錢。
成立於1805年6月13日。1818年6月30日撤銷，1882年12月28日恢復。